# ESL
ESL Gaming GmbH (ранее Electronic Sports League) — международная киберспортивная организация, основанная в 2000 году. Является одной из крупнейших и старейших киберспортивных организаций в мире. На момент 2021 года на сайте ESL зарегистрировано более 11.5 миллионов пользователей, 800 тысяч команд и ежедневно проводятся более 10 тысяч матчей.
ESL позиционирует себя как организатор киберспортивных лиг и чемпионатов по играм любых жанров. Среди наиболее популярных киберспортивных дисциплин: Dota 2, Counter-Strike 2, Brawl Stars, Rainbow Six Siege, StarCraft II, League of Legends, Heroes of the Storm, PlayerUnknown's Battlegrounds.

## История
В 1997 году один из основателей SK Gaming Ральф «Griff» Райкерт основал немецкую киберспортивную лигу Deutsche Clanliga (DeCL). Изначально её сфера деятельности ограничивалась турнирами по Quake в Германии, но вскоре Ральф примет решение расширять свою лигу. В конце 2000 года Ральф Райхерт, Йенс Хилджерс, Йан-Филипп Райнинг и Александр Мюллер основали компанию Turtle Entertainment, в состав которой входила новая лига ESL как преемница Deutsche Clanliga.
В январе 2022 года ESL и FACEIT, принадлежащие The Modern Times Group, были куплены компанией Savvy Gaming Group из Саудовской Аравии за полтора миллиарда долларов США. После этого компании объединились в группу ESL FACEIT Group.

## Соревнования

### Национальные чемпионаты
ESL начали проводить национальные чемпионаты в 2002 году, когда была основана лига ESL Meisterschaft для игроков из Германии. Чемпионаты проводились по Battlefield 4, Counter-Strike, Dota 2, Halo, Hearthstone, Heroes of the Storm, Mortal Kombat, Smite, StarCraft II, World of Tanks, Rainbow Six.
В конце 2023 года ESL отказалась от национальных чемпионатов из-за нецелесообразности проведения соревнований между национальными командами. Компания объяснила, что это имело смысл только на начальном этапе развития киберспорта, а сейчас команды формируют интернациональные составы.

### ESL One
Турниры ESL One считаются одними из самых крупных и престижных турниров в киберспорте. Также они часто проводились в качестве мейджор-турниров по Counter-Strike (EMS One Katowice 2014 , ESL One Cologne 2014, ESL One Katowice 2015, ESL One Cologne 2015, ESL One Cologne 2016, отменённый ESL One: Rio 2020).

### Intel Extreme Masters
Крупнейшая серия турниров, проводимых ESL.